# Elandsfontein
Elandsfontein è un sito archeologico che si trova a circa 10 chilometri di distanza da  Hopefield in Sudafrica, dove è stato ritrovato il fossile ominide dell'Uomo di Saldanha.

## Descrizione
Il sito si trova a circa 100 metri di altezza, in un'area che originariamente doveva essere paudosa, ma che con il tempo si è trasformata in una terra arida e rocciosa, battuta dai venti, che alterna creste ad avvallamenti. Il sito si estende per circa due miglia quadrate.